# Serumski fluid
U fiziologiji se termin serumski fluid koristi za razne telesne fluide koji su tipično bledo žuti ili transparentni, benigne prirode, i koji ispunjavaju telesne šupljine. Serumski fluidi potiču iz serumskih žlezda i obogaćeni su nizom sekretivnih proteina. Serumski fluid može takođe da potiče iz mešovitih žlezda, koje sadrže sluzne i serumske ćelije. Zajednička osobina serumskih fluida je njihova pomoćna uloga u varenju, ekskreciji, i respiraciji.
U medicinskim poljima, posebno citopatologiji, serumski fluid je sinonim za izlivne fluide iz raznih telesnih šupljina. Postoji mnogo slučajeva izliva koji obuhvataju učešće šupljine u kanceru. Citopatološka evaluacija se preporučuje za utvrđivanja uzroka izliva iz tih šupljina.

## Literatura
- Shidham Vinod B, Atkinson Barbara F. (2007). Cytopathologic diagnosis of serous fluids (1 изд.). Philadelphia, Pennsylvania: Saunders Elsevier. ISBN 978-1416001454.
- Arthur C. Guyton John E. Hall (1999). Медицинска физиологија. Београд: Савремена администрација. ISBN 638705999.